# Крупински, Вальтер
Ва́льтер Крупи́нски (нем. Walter Krupinski; 11 ноября 1920, Домнау, Восточная Пруссия — 7 октября 2000, Нойнкирхен-Зельшайд, Северный Рейн-Вестфалия) — немецкий ас люфтваффе Второй мировой войны. Крупински — один из самых результативных пилотов люфтваффе, на его счету 197 воздушных победы, одержанных в 1100 боевых вылетах. Сослуживцы дали ему прозвище «Граф Пунски», намекая на его прусское происхождение. Крупински одним из первых начал летать на реактивном истребителе Me.262 в составе эскадры JV 44 под командованием Адольфа Галланда.

## Биография
Вальтер Крупински родился 11 ноября 1920 года в городе Домнау в Восточной Пруссии, вырос в Браунсберге (Бранево). У Крупински было двое младших братьев — Пауль и Гюнтер. Пауль поступил на службу в кригсмарине, служил на подводной лодке. Он погиб в бою 11 ноября 1944 года на немецкой субмарине U-771, которая была потоплена у Норвежского побережья (Анн-Фьорд, близ Харстада) британской подлодкой «HMS Venturer».

### Вторая мировая война
Крупински поступил на службу в люфтваффе в сентябре 1939 года. С ноября того же года по октябрь 1940 Крупински проходил базовую подготовку для пилотов после чего был направлен в школу лётчиков-истребителей. По её окончании лейтенант Крупински был направлен в JG52, где получил назначение в 6./JG52 в ноябре 1940 года. Крупински получил боевое крещение в Битве за Англию, но на этом фронте он не достиг никаких успехов.

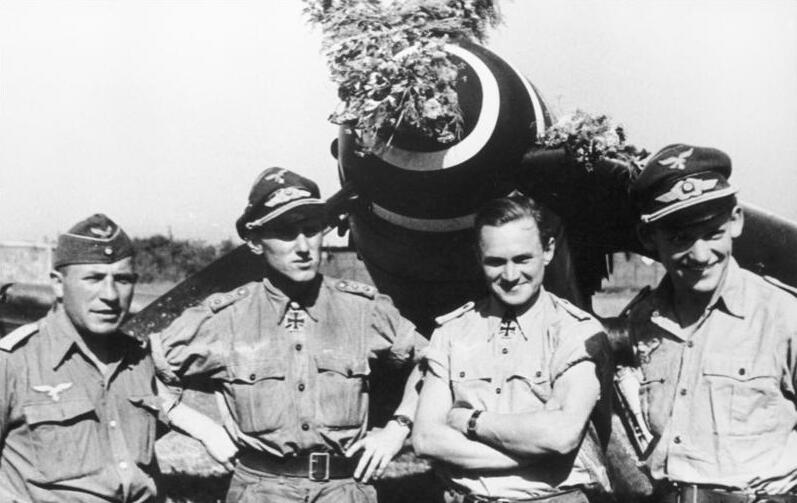
Гюнтер Ралль (второй слева) после своей 200-й воздушной победы. Второй справа — Вальтер Крупински

Крупински одержал свою первую воздушную победу на самых ранних этапах операции «Барбаросса». К декабрю 1941 года его личный счёт составлял 7 подтверждённых побед, к августу 1942 года — 50, за которые Вальтер был награждён Немецким крестом в золоте. После последующих шести сбитых самолётов противника Крупински наградили Рыцарским крестом. В марте 1943 года его назначили командиром Группы (7./JG52). В это время Эрих Хартманн, ставший впоследствии самым результативным асом Второй мировой, стал ведомым Крупински. По словам самого Хартманна, он многому научился у Крупински, особенно что касается методов атаки самолётов противника. После своей 174-й победы Крупински был награждён Дубовыми Листьями к своему Рыцарскому кресту.
177-я воздушная победа стала последней победой Крупински на Восточном фронте — его перевели в Германию, где он принял командование I./JG5. В мае 1944 года Вальтеру присвоили звание гауптмана, и он стал командиром II./JG11. После вторжения союзников во Францию в июне 1944 года Группа была переброшена в Нормандию для поддержки наземных частей вермахта. Крупински за этот период сбил 10 самолётов союзников, пока 12 августа сам не был сбит над Францией и не получил тяжелые ожоги рук и лица.
В сентябре Крупински был назначен командиром 3./JG26. За два месяца до окончания войны «Граф Пунски» был переведен в JV44, где летал на реактивном истребителе Me.262.
Вальтер Крупински сдался американским войскам 5 мая 1945 года. За годы войны он сбил 197 самолётов противника (177 на Восточном фронте и ещё 20 самолётов на Западе), совершив около 1100 боевых вылетов. Крупински четыре раза прыгал с парашютом и пять раз был ранен.

### После Второй мировой войны
Освободившись из лагеря военнопленных в сентябре 1952 года, в ноябре поступил на службу во вновь созданное Министерство обороны Германии. Получив в 1957 году звание майора, Вальтер поехал в Англию, чтобы принять командование первым послевоенным крылом немецких реактивных истребителей.
В 1966 году Вальтер занял должность командующего немецкими войсками Luftwaffen-Ausbildungs-Kommando в Техасе с повышением в звании до бригадного генерала. В июле 1969 года Крупински стал командующим 3-й дивизией бундеслюфтваффе.
В 1971 году он был назначен начальником штаба 2-й группы тактических ВВС НАТО. Затем в октябре 1974 года Крупински стал командующим Германского тактического Командования ВВС. 8 ноября 1976 года был уволен из рядов Вооружённых Сил в звании генерал-лейтенанта.
Вальтер Крупински умер в Нойнкирхен-Зельшайд в 2000 году.

### Награды
- Знак «За ранение» в золоте
- Почетный кубок люфтваффе (май 1942)
- Немецкий крест в золоте (27 августа 1942 года)
- Железный крест (1939) 2-го и 1-го класса
- Рыцарский крест с Дубовыми Листьями
  - Рыцарский крест (29 октября 1942 года) — лейтенант, пилот 6./JG 52[1]
  - Дубовые Листья (№ 415) (2 марта 1944 года) — обер-лейтенант, командир 7./JG 52[1]
- Орден «За заслуги перед Федеративной Республикой Германия»[2]